# Równanie rekurencyjne
Równanie rekurencyjne – równanie, które definiuje ciąg w sposób rekurencyjny.

## Rozwiązanie rekurencji
Jest to postać jawna (iteracyjna) równania rekurencyjnego opisującego daną rekursję.
W większości przypadków, przy zastosowaniu odpowiednio zaawansowanego aparatu algebraicznego można uzyskać dokładne rozwiązanie równania/nierówności rekurencyjnej, często są to jednak metody nieefektywne lub numerycznie niestabilne. Zazwyczaj zadowalające jest rozwiązanie asymptotyczne.

### Przykład
Przykładem równania rekurencyjnego liniowego jednorodnego jest równanie postaci
{\displaystyle a_{n}=Aa_{n-1}+Ba_{n-2},}
gdzie dane jest {\displaystyle A,B.}
Załóżmy, że ma ono rozwiązanie postaci {\displaystyle a_{n}=r^{n}.} Podstawiając otrzymujemy:
{\displaystyle r^{n}=Ar^{n-1}+Br^{n-2}.}
Dzieląc przez {\displaystyle r^{n-2}{:}}
{\displaystyle r^{2}=Ar+B,}
{\displaystyle r^{2}-Ar-B=0.}
Równanie to nazywamy równaniem charakterystycznym równania rekurencyjnego. W tym przypadku jest to równanie kwadratowe.
Jeżeli nie ma ono pierwiastków podwójnych, wówczas
{\displaystyle a_{n}=Cr_{1}^{n}+Dr_{2}^{n}.}
Jeżeli natomiast równanie charakterystyczne ma pierwiastek podwójny, to
{\displaystyle a_{n}=(C+Dn)r_{1}^{n}.}
{\displaystyle C} i {\displaystyle D} są dowolnymi stałymi a {\displaystyle r_{1}} i {\displaystyle r_{2}} są pierwiastkami równania charakterystycznego. Jeżeli dane jest {\displaystyle a_{1}} i {\displaystyle a_{2}} wówczas można łatwo ułożyć układ równań i otrzymać ich wartość.

### Przykład (ciąg Fibonacciego)
Następujący przykład jest rozwiązaniem ciągu Fibonacciego:
{\displaystyle a_{n}=a_{n-1}+a_{n-2}.}
Warunki początkowe:
{\displaystyle a_{0}=0,\quad a_{1}=1.}
Równanie charakterystyczne ma następującą postać:
{\displaystyle r^{2}-r-1=0.}
Pierwiastki tego równania są następujące:
{\displaystyle r_{1}={\frac {1+{\sqrt {5}}}{2}};\quad r_{2}={\frac {1-{\sqrt {5}}}{2}}.}
Pierwiastki są różne, zatem:
{\displaystyle a_{n}=Ar_{1}^{n}+Br_{2}^{n}.}
Korzystając z warunków początkowych, układamy układ równań:
{\displaystyle {\begin{cases}a_{0}=0:A+B=0,\\a_{1}=1:Ar_{1}+Br_{2}=1.\end{cases}}}
Z rozwiązania tego układu wynika:
{\displaystyle A={\frac {1}{\sqrt {5}}};\quad B=-{\frac {1}{\sqrt {5}}}.}
Co po podstawieniu {\displaystyle A} i {\displaystyle B} do wzoru na {\displaystyle a_{n}} otrzymujemy tzw. wzór Bineta:
{\displaystyle a_{n}={\frac {1}{\sqrt {5}}}\left({\frac {1+{\sqrt {5}}}{2}}\right)^{n}-{\frac {1}{\sqrt {5}}}\left({\frac {1-{\sqrt {5}}}{2}}\right)^{n}.}